# The Lee
The Lee – wieś w Anglii, w hrabstwie Buckinghamshire, w dystrykcie (unitary authority) Buckinghamshire. Leży 46 km na północny zachód od centrum Londynu. W 2001 miejscowość liczyła 679 mieszkańców.